# Vanitas
Begrebet vanitas (af latin: forfængelighed) bruges inden for malerkunsten og billedhuggerkunsten om en særlig fremstilling i forbindelse med stilleben (opstillinger), der henviser til livets forfængelighed, som i barokken var lig med forgængelighed. Fremstillingerne er præget af de talrige symboler på det, man så som livets skrøbelighed. Dette at sætte ungdom og skønhed over for tegn på truende sygdom og død blev kendetegnende for barokkunsten.
Vanitassymbolerne består af dødningehovedet, bobler, slukkede stearinlys,blomster eller frugter der er på vej til at gå i fordærv, altså genstande, der er flygtige, let forgængelige eller skrøbelige.
Vanitas var et centralt motiv i malerkunsten i 1600-tallet, hvor det bl.a. i Nederlandene var et meget populært motiv. I dag er motivet stadig populært.

- Wikimedia Commons har flere filer relateret til Vanitas